# Neuroleinia collarti
Neuroleinia collarti är en insektsart som beskrevs av Victor Lallemand 1936. Neuroleinia collarti ingår i släktet Neuroleinia och familjen Machaerotidae. Inga underarter finns listade i Catalogue of Life.